# Dùng (thực vật)
Dùng (danh pháp hai phần: Bambusa chungii), còn gọi là dùng phấn, là một loài thực vật có hoa trong họ Hòa thảo. Loài này được McClure mô tả khoa học đầu tiên năm 1936.

## Hình ảnh

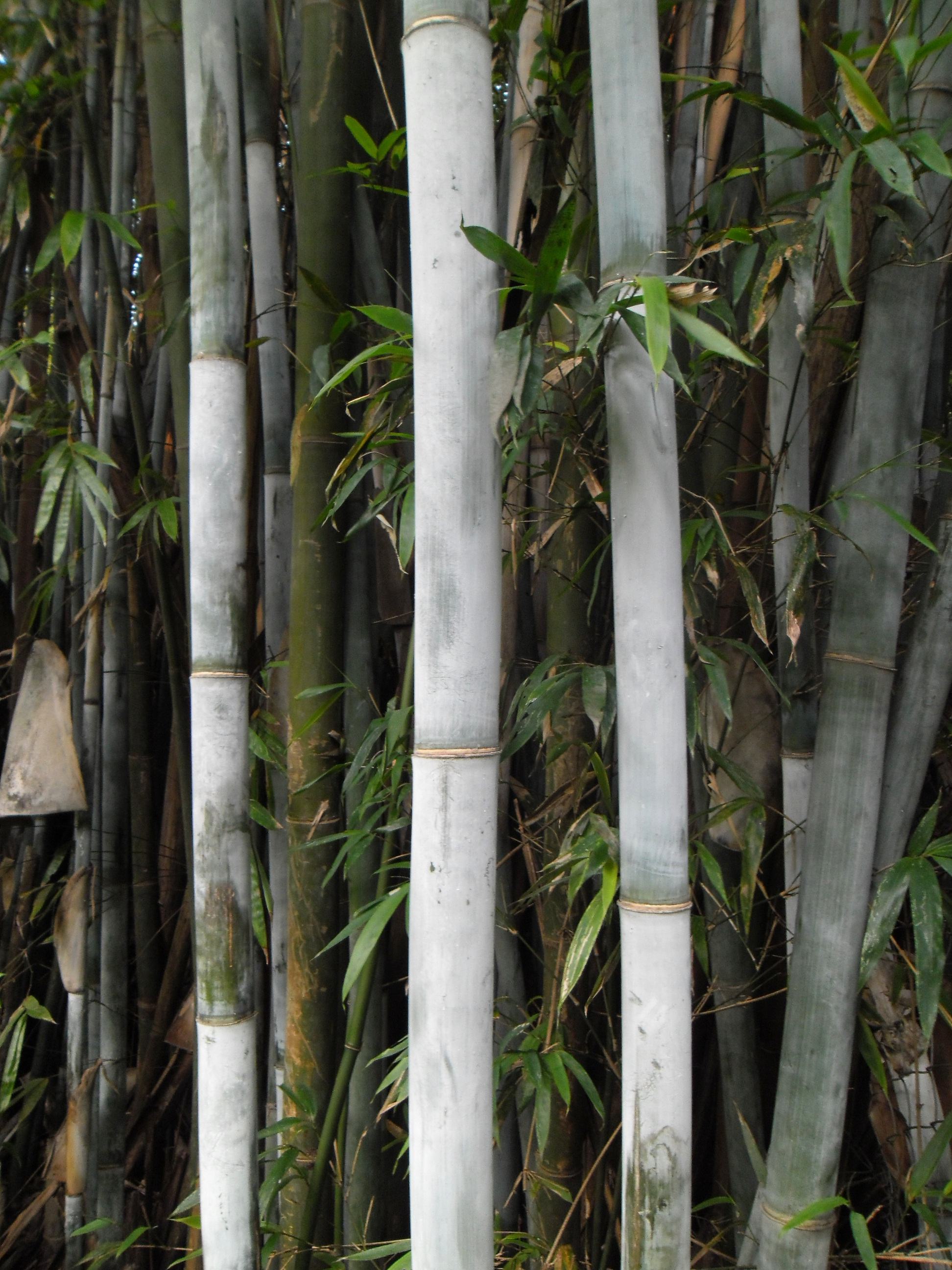
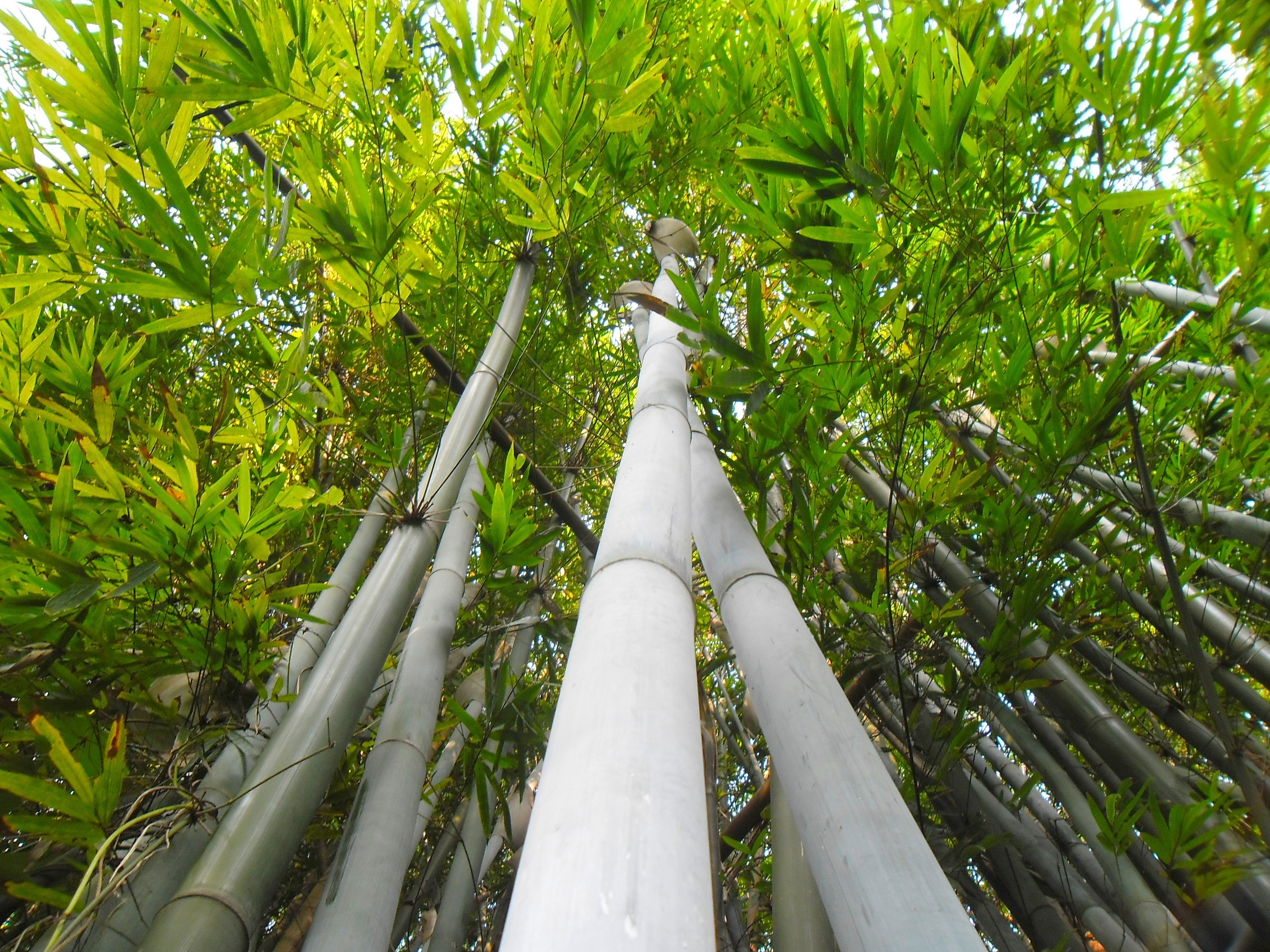